# Màrievka (Penza)
|  | Per a altres significats, vegeu «Màrievka». |

Màrievka (Марьевка en rus) - és un poble de l'óblast de Penza, a Rússia, que el 2012 tenia 39 habitants.